# Ali Magoudi
Ali Magoudi, né le 4 janvier 1948 à Paris, est un psychanalyste et écrivain français.

## Biographie
Ali Magoudi est né le 4 janvier 1948 à Paris. Son père, Abdelkader Magoudi, né en 1903 dans l'Oranais, est algérien, et sa mère, Eugenia, est polonaise : ils se rencontrent en Pologne. À la fin de l'année 1945 (après la Seconde guerre mondiale), le couple quitte la Pologne et s'installe à Paris.

## Prix
- Lauréat du « Prix Botul » (2005).
- En 2011, il reçoit pour son roman Un sujet français le prix Eve Delacroix 2012 de l'Académie française[2].
- En 2011, il fait partie de la sélection 2011 du prix Goncourt[2].